# Marcus Vinnerborg

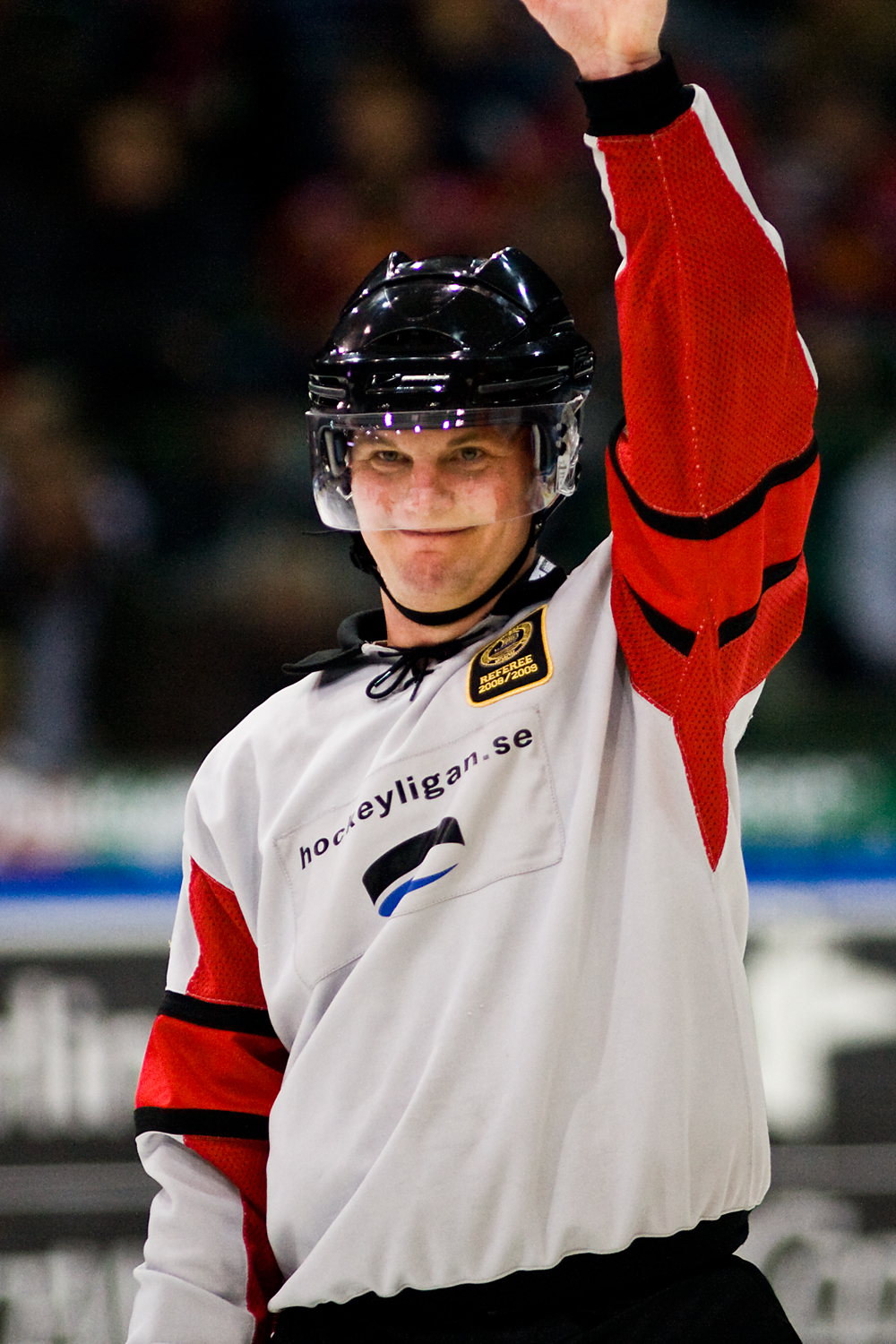
Marcus Vinnerborg

Karl Johan Marcus Vinnerborg (* 8. August 1972) ist ein schwedischer Eishockey-Profischiedsrichter, der bislang hauptsächlich in der Elitserien sowie bei internationalen Begegnungen eingesetzt wird. In den Saisons 2010/11 und 2011/12 wurde er als erster europäischer Schiedsrichter in der nordamerikanischen Profiliga NHL eingesetzt. Seit Beginn der Saison 2014/15 ist er in der Schweizer National League A aktiv.

## Karriere
Vinneborg spielte zunächst Eishockey beim IF Troja-Ljungby, 1986 nahm er außerdem für die Mannschaft der Provinz Småland am renommierten nationalen U17-Turnier TV-pucken teil. Nach Beendigung seiner aktiven Laufbahn startete er schließlich 1987 seine Karriere als Schiedsrichter im tiefklassigeren Eishockey. Bevor er die Ausbildung zum Hauptschiedsrichter für die Elitserien abschloss, war Vinneborg bereits einige Jahre als Linienrichter in der zweitklassigen Allsvenskan aktiv.
2006 nahm der Schiedsrichter an der U20-Weltmeisterschaft in Vancouver, Kanada, teil, wo er schließlich aufgrund seiner Leistungen als Hauptschiedsrichter für das Spiel um den dritten Platz zwischen Finnland und den USA nominiert wurde. Anschließend nahm er auch an der Herren-Weltmeisterschaft 2006 in Riga teil, wo er bis zum Viertelfinale eingesetzt wurde.
Vinnerborg und sein Kollege Thomas Andersson wurden schließlich in der Saison 2006/07 die ersten Profischiedsrichter der schwedischen Elitserien. Außerdem wurde er 2007 erneut zu den Weltmeisterschaften bestellt, wo er schließlich das Finale zwischen Kanada und Finnland leitete. 2008 wurde der Schwede zusammen mit Brent Reiber im Finale des IIHF European Champions Cup 2008 zwischen dem HC Sparta Prag und dem HK Metallurg Magnitogorsk eingesetzt. Das Turnier war einer von drei Tests des neuen Vier-Schiedsrichter-Systems, das später auch bei Weltmeisterschaften eingesetzt wurde.
2008 gewann Marcus Vinnerborg erstmals die SICO:s guldpipa, einen Preis der jährlich nach einer Abstimmung unter den Spielern an den besten Schiedsrichter der Elitserien-Spielzeit verliehen wird. Nachdem er die Trophäre im Vorfeld des dritten Meisterschaft-Endspiels zwischen dem Linköpings HC und dem HV71 Jönköping erhalten hatte, stand der Schiedsrichter nach einer nicht gegebenen Strafe gegen den HV71 allerdings in der Kritik. Johan Åkerman, Verteidiger der Jönköpinger, hatte einen zerbrochenen Schläger in Unterzahl nach dem Puck geschleudert., woraufhin Linköping das Spiel verlor und Vinnerborg in der nächsten Partie nicht mehr eingesetzt wurde.
Im selben Jahr wurde Vinneborg zum dritten Mal für die Eishockey-Weltmeisterschaft nominiert. Zusammen mit seinem Landsmann Christer Lärking leitete er das Finale Russland gegen Kanada, was seine zweite Endspielteilnahme in Folge bedeutete.
In einem Vorbereitungsspiel zur Spielzeit 2008/09 erlitt der Schwede eine Halsverletzung, aufgrund derer er den Saisonstart verpasste. Am 30. September 2008 bildeten Vinneborg und Don Koharski in einem Testspiel zwischen dem SC Bern und den New York Rangers das erste Schiedsrichtergespann aus IIHF- und NHL-Offiziellen, das jemals bei einer internationalen Begegnung eingesetzt wurde. 2009 wurde Marcus Vinnerborg zum zweiten Mal in Folge mit der guldpipa als bester Schiedsrichter der Elitserien ausgezeichnet.
2010 gab die National Hockey League bekannt, dass Vinneborg zur Saison 2010/11 als erster europäischer Schiedsrichter in der nordamerikanischen Profiliga eingesetzt wird. Am 16. November 2010 leitete er in der Begegnung der Dallas Stars gegen die Anaheim Ducks erstmals ein Spiel in der National Hockey League. Nach insgesamt zwei Saisons und 40 Spielen in der NHL kehrte Vinnerborg im Sommer 2012 aus familiären Gründen nach Schweden zurück. Dort leitete er weiterhin Spiele in der Elitserien, bis er mit Beginn der Saison 2014/15 in die Schweizer National League A wechselte.

## Erfolge und Auszeichnungen
- Leitung des Spiels um den dritten Platz bei der U20-Weltmeisterschaft 2006
- Leitung des WM-Finales 2007
- Leitung des WM-Finales 2008
- Leitung des Finalspiels des IIHF European Champions Cup 2008
- SICO:s guldpipa als bester Schiedsrichter der Saison 2007/08
- SICO:s guldpipa als bester Schiedsrichter der Saison 2008/09
- SICO:s guldpipa als bester Schiedsrichter der Saison 2009/10

## Sonstiges
Vor seiner professionellen Karriere als Schiedsrichter unterrichtete er als Gymnasiallehrer Englisch und Deutsch.